# ماشین‌آلات کشاورزی
ماشین‌آلات کشاورزی (به انگلیسی: Agricultural machinery) به ساختارها و وسایل مکانیکی مورد استفاده در کشاورزی گفته می‌شود. انواع مختلفی از این تجهیزات وجود دارد؛ از ابزارهای دستی و ابزار برقی گرفته تا تراکتورها و انواع بی شماری ادوات کشاورزی که بعضاً با یدک‌کشی کار می‌کنند. انواع متنوعی از تجهیزات در کشاورزی ارگانیک و غیر ارگانیک استفاده می‌شود. به خصوص از زمان ظهور کشاورزی مکانیزه، ماشین آلات کشاورزی بخش مهمی از صنعت تغذیه جهان را شکل داده‌است.

## تاریخ

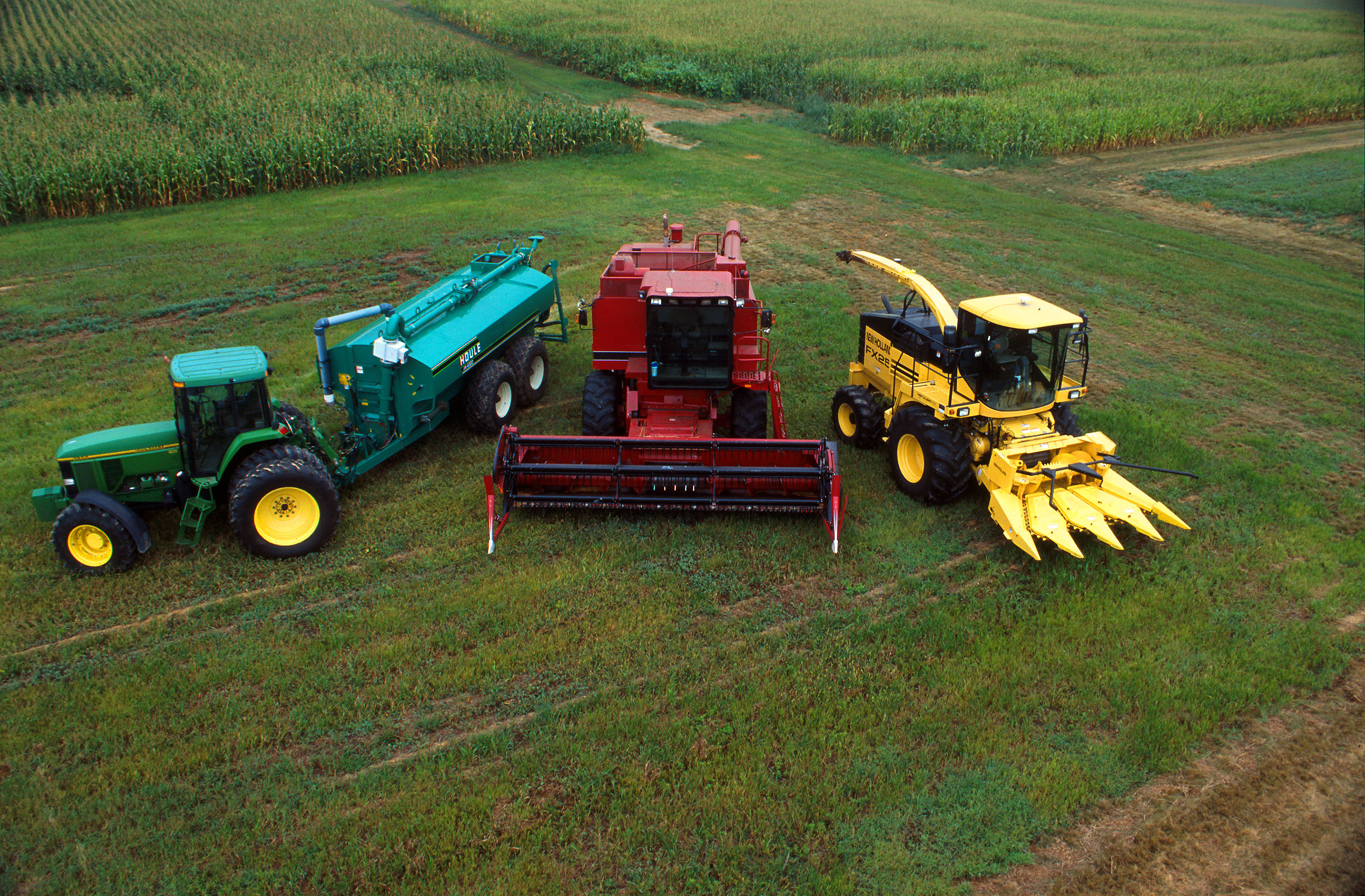
از چپ به راست: تراکتور John Deere 7800 با تریلر دوغاب Houle، کمباین Case IH، دروگر علوفه نیوهلند FX 25 با سر ذرت.

### انقلاب صنعتی
با وقوع انقلاب صنعتی و توسعه ماشین‌های کشاورزی، روش‌های ابتدایی و طاقت فرسای قدیمی، به‌سرعت کنار گذاشته شد و در پی مکانیزه شدن، کشاورزی به‌سرعت پیشرفت کرد، که منجر به افزایش تولید مواد غذایی گردید.
اختراع و به‌کارگیری ماشین‌آلاتی از قبیل بذر کاشت مکانیکی، شخم‌زن آهنی و ماشین خرمن‌کوب در سالهای نخست قرن هجدهم، اتفاق افتاد که این ماشین‌آلات صنعتی، وابسته به زغال سنگ بودند.

#### قدرت بخار
گاوها و سایر حیوانات اهلی در ابتدا نیروی مورد نیاز ماشین آلات کشاورزی را تأمین می‌کردند. پس از اختراع موتور بخار، موتورهای قابل حمل و سپس موتورهای کششی روی کار آمدند. این منابع انرژی متحرک، پسرعموهای خزنده لوکوموتیو بخار بودند که کار سنگین کشیدن را از دوش گاوها برداشتند. این موتورها همچنین مجهز به قرقره‌هایی بودند که می‌توانست با استفاده از یک تسمه، به ماشین‌های ثابت بلند نیرو دهد. ماشین‌های بخار با استانداردهای امروزی، توان کمی داشتند ولی بخاطر اندازه و داشتن دنده‌های سنگین، می‌توانستند میله‌های بزرگی را با خود بکشند. سرعت پایین ماشین‌های بخار پایه، این حرف را بین کشاورزان رواج داد که «تراکتورها دو دنده دارند، کٌند و خیلی کُند».

##### موتورهای احتراق داخلی
موتورهای احتراق داخلی. موتورهای بنزینی و سپس موتورهای دیزلی تبدیل به منبع اصلی تولید نیروی محرکه برای نسل‌های بعدی تراکتورها شدند. همچنین این موتورها به توسعه کمباین خودکششی، کمباین خرمن‌کوبی یا به اختصار کمباین شدند. این ماشین‌ها به جای برید ساقه‌های دانه و انتقال آن به یک دستگاه بوجاری ثابت، دانه‌ها را از ساقه جدا، بریده و سپس می‌کوبند. تمام این کارها در حالی انجام می‌گیرد که این ماشین در حال حرکت مداوم در سراسر مزرعه است.

## انواع ماشین آلات کشاورزی

### تراکتورها
در مزارع مدرن، تراکتورها عهده‌دار اکثر کارها اند. از آنها برای هل دادن/کشیدن دیگر ابزارها استفاده می‌شوند. این ابزارهای ماشین‌هایی اند که زمین را شخم می‌زنند، بذر می‌کارند یا کارهای دیگری می‌کنند. ابزار شخم زنی، زمین را با سست کردن خاک و از بین بردن علف‌های هرز یا گیاهان رقیب، آماده کاشت می‌کند. شناخته شده‌ترین ابزار برای شخم، گاوآهن است. این ابزار باستانی در سال ۱۸۳۸ توسط شرکت جان دیر ارتقا یافت. در حال حاضر در ایالات متحده نسبت به گذشته استفاده از این ابزار کاهش داشته‌است. اخیراً از دیسک‌های آفست برای زیر و رو کردن خاک استفاده می‌شود و گاوآهن بیشتر برای شخم عمیق و حفظ رطوبت مورد استفاده قرار می‌گیرد.

#### کمباین‌ها
کمباین؛ ماشینی است که برای برداشت انواع غلات با بهره‌وری بالا طراحی شده‌است. این نام از ترکیب چهار عملیات جداگانه برداشت یعنی درو، خرمن کوبی، جمع‌آوری و بوجار ساخته شده‌است. از جمله محصولاتی که با کمباین برداشت می‌شوند می‌توان به گندم، برنج، جو دوسر، چاودار، جو، ذرت، ذرت خوشه ای، سویا، کتان، آفتابگردان و کلزا اشاره کرد.

##### بذرپاش

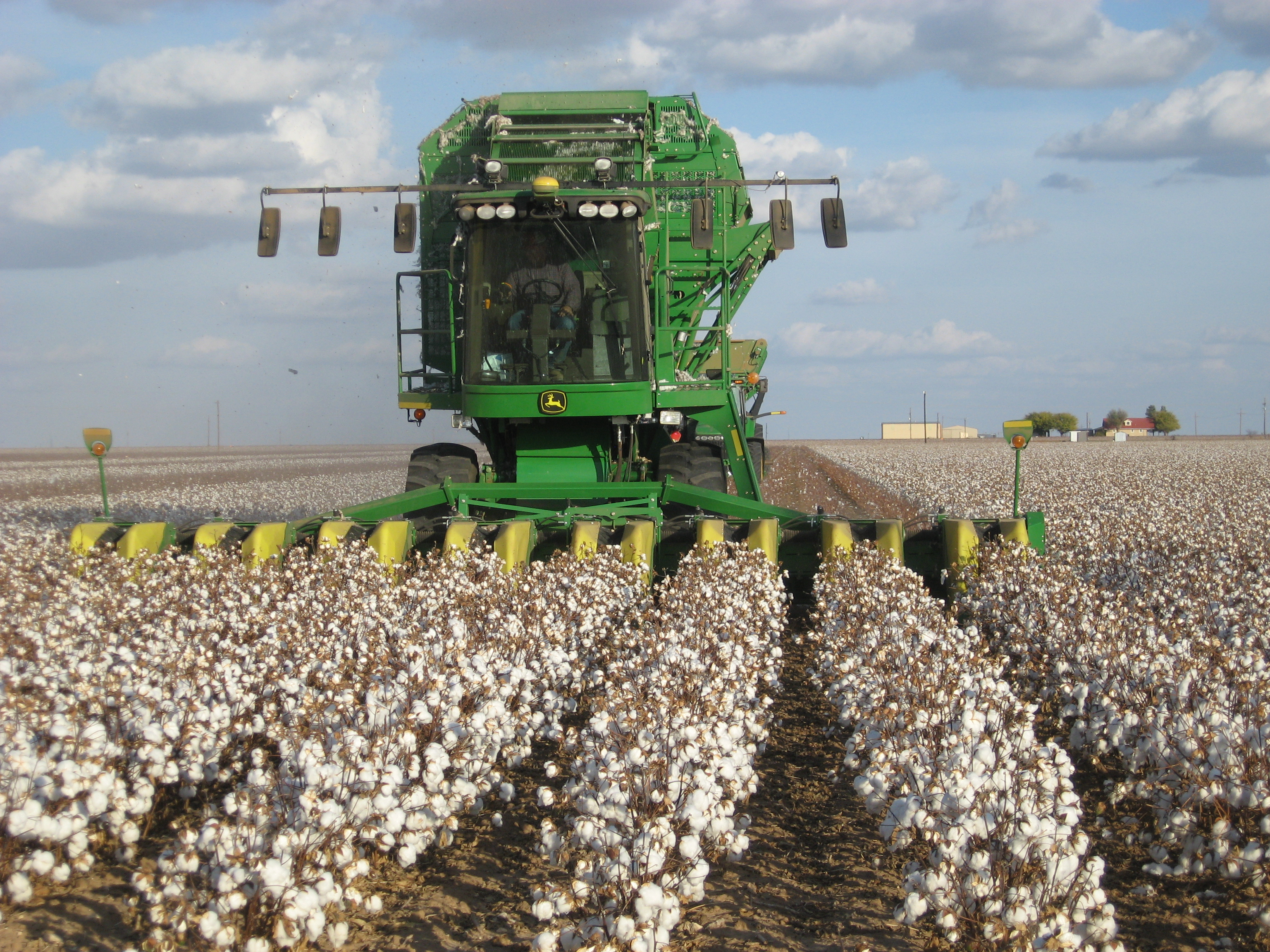
ماشین برداشت پنبه شرکت جان دیر در حال کار در یک مزرعه پنبه.

رایج‌ترین مدل بذرپاش، کشتگر نام دارد. این ماشین بذرها را به‌طور مساوی و در کرت‌های بلند که معمولاً بین شصت تا نود سانتی‌متر فاصله دارند قرار می‌دهد. برخی محصولات کشاورزی توسط مته کاشته می‌شوند. این مته‌ها بذرهای به مراتب بیشتری در کرت‌های با فاصله‌های کمتر از سی سانتی‌متر از هم می‌ریزند و زمین را پر می‌کنند. نشاکارها به‌طور خودکار نشا‌ها را تا زمین حمل می‌کنند. با گسترش استفاده مالچ پلاستیکی، ماشین‌های مالچ گذار، نشاکارها و بذرپاش‌ها ردیف‌های طولانی از پلاستیک را روی زمین تعبیه و به‌طور خودکار بین آنها می‌کارند.

###### سمپاش‌ها
پس از کاشت می‌توان از دیگر ماشین آلات کشاورزی همچون سمپاش خودکششی برای پخش کود و آفت‌کش استفاده کرد. استفاده از سم‌پاش‌های کشاورزی روشی برای محافظت از محصولات در برابر علف‌های هرز با استفاده از علف کش‌ها، قارچ کش‌ها و حشره کش‌ها می‌باشد. برای جلوگیری از رشد علف‌های هرز و تنوع آنها؛ از سم‌پاش یا کاشت یک محصول پوششی استفاده می‌شود.

###### بیلرها (ماشین‌های بسته‌بندی) و سایر ادوات کشاورزی

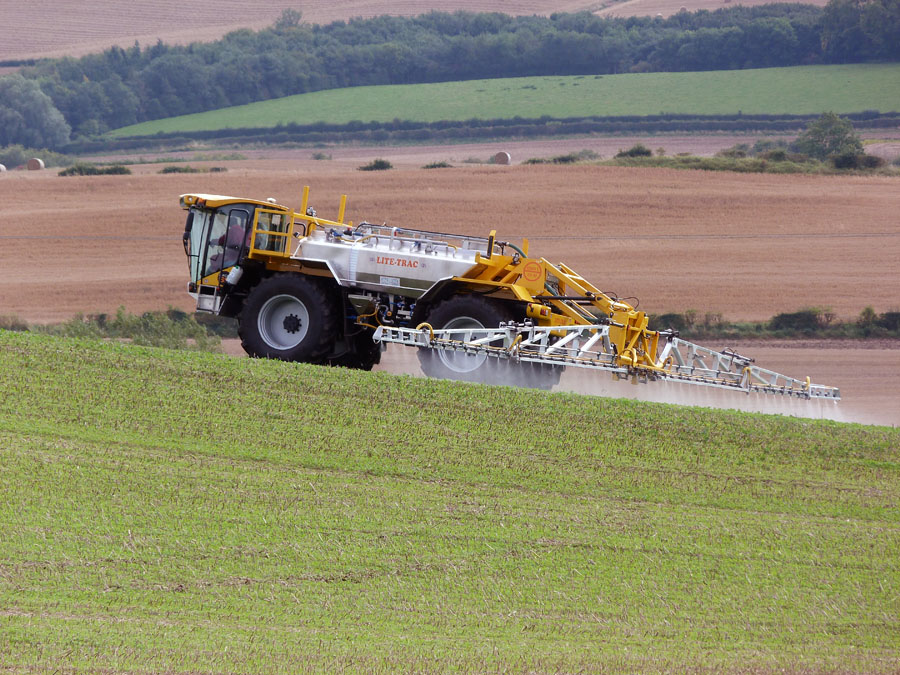
ماشین سم پاش محصول بریتانیا توسط Lite-Trac

در کاشت یونجه، بیلرها برای بسته‌بندی محکم علف‌ها و ساقه‌ها به شکلی استفاده می‌شود که قابل ذخیره و انبار در ماه‌های سرد زمستان باشد. آبیاری مدرن نیز به ماشین آلات وابسته است. موتورها، پمپ‌ها و سایر تجهیزات اختصاصی، آب را با سرعت بالا و حجم قابل توجهی به مناطقی وسیع منتقل می‌کنند. همچنین از تجهیزات مشابهی می‌توان برای انتقال کود و آفت‌کش به زمین نیز بهره برد.
در کنار تراکتورها، ماشین‌های دیگری نیز برای استفاده در حوزه کشاورزی، بهینه و سازگار شده‌اند. ماشین‌هایی همچون کامیون، هواپیما و بالگرد برای حمل و نقل محصول و جابجایی ابزار کشاورزی که بتوانند سم پاشی هوایی ، کنترل دام و گله و کارهای دیگری را هم انجام دهند.

## فناوری جدید و آینده

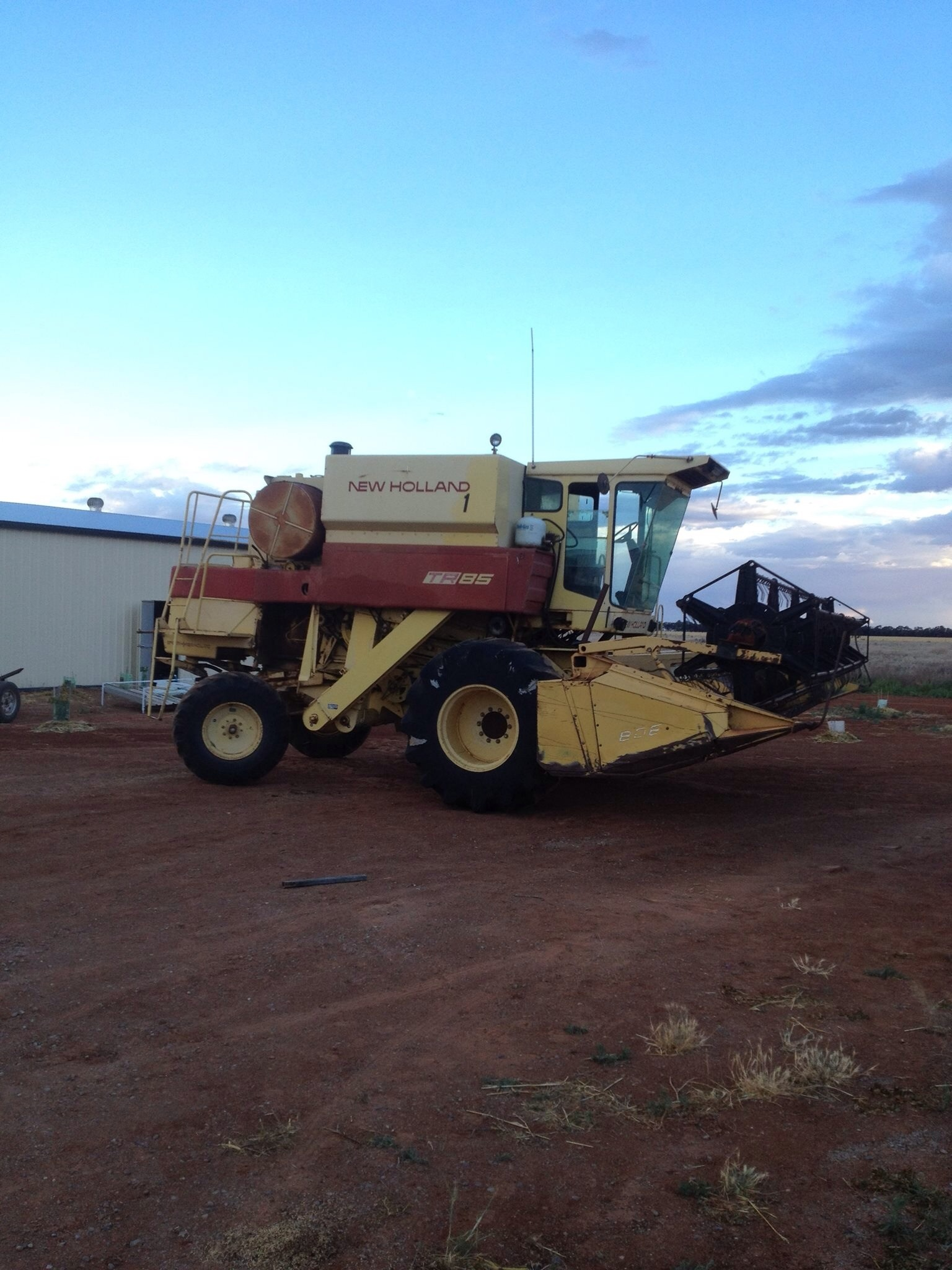
کمباین نی TR85

فناوری پایه ماشین آلات کشاورزی در سده گذشته دچار تحولات آنچنانی نشده‌است. اگرچه ممکن است ماشین‌های برداشت و کاشت مدرن، نسبت به نمونه‌های قدیمی خود کمی تغییر کرده یا عملکرد بهتری داشته باشند، اما یک کمباین ۲۵۰ هزار دلاری امروزی نیز همچنان همان کار سابق را انجام می‌دهد. ساقه را می‌برد، خرمن کوبی کرده و دانه را جدا می‌کند. با این وجود تکنولوژی در حال تغییر روش کار انسان‌ها با ماشین‌های کشاورزی است. سیستم‌های نظارتی دقیق کامپیوتری، مکان‌یاب‌ها و برنامه‌های خودکار، تراکتورها و ادوات پیشرفته را در مسیر استفاده کمتر و دقیق تر سوخت، بذر یا کود یاری می‌کنند. در آینده ای که از اکنون می‌توان آن را نظاره کرد، احتمالاً شاهد تولید انبوه تراکتورهای بدون راننده ای باشیم که از نقشه‌های GPS و سنسورهای الکترونیکی برای راهبری و کشت و برداشت، استفاده می‌کنند.

### تجهیزات کشاورزی منبع باز

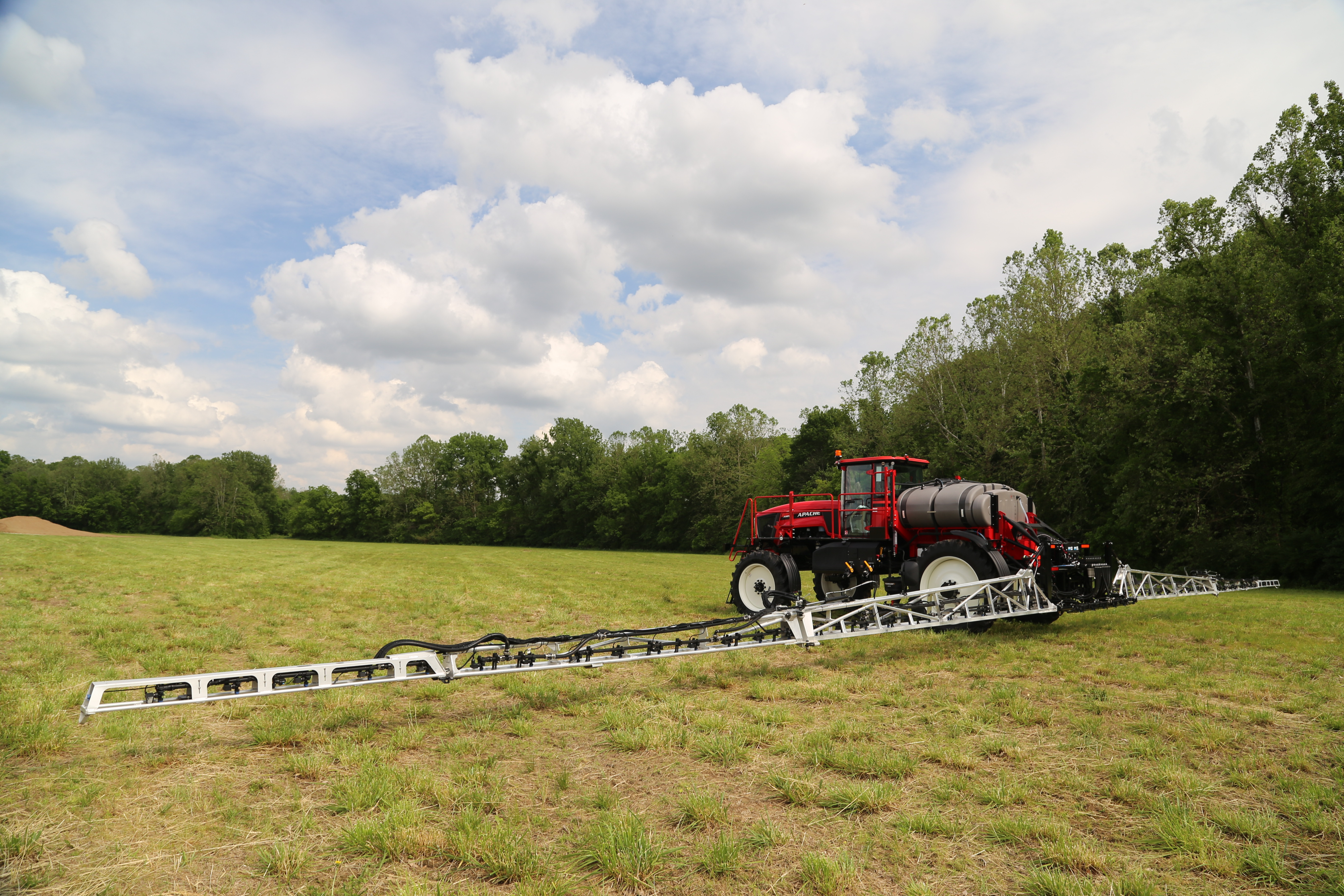
اسپری آپاچی خودکششی ساخته شده توسط Equipment Technologies

عده زیادی از کشاورزان از اینکه نمی‌توانند انواع جدید تجهیزات کشاورزی با فناوری‌های پیشرفته را تعمیر کنند، ناراضی‌اند. علت عمده این ناتوانی، استفاده شرکت‌ها از قانون مالکیت معنوی است؛ طبق این قانون، تنها خود شرکت‌ها حق قانونی تعمیر تجهیزات خود را دارند و کشاورزان از این مهم، محروم‌اند. همچنین این شرکت‌ها کشاورزان را از دسترسی به اطلاعات مورد نیاز این کار بازمی‌دارد. در اکتبر۲۰۱۵، یک معافیت به قانون کپی رایت هزاره اضافه شد تا امکان مشاهده و اصلاح نرم‌افزار اتومبیل‌ها، سایر وسایل نقلیه از جمله ماشین آلات کشاورزی نیز فراهم شود.
جنبش کشاورزی منبع باز متکی بر ابتکارات و نهادهای متنوعی همچون Farm Labs است که شبکه ای اروپایست؛ دیگری آتلیه پایزان است. شرکتی در فرانسه که به کشاورزان آموزش ساخت و تعمیر ابزار می‌دهد. اکی لیبره شرکت منبع باز دیگری است که به کشاورزان فرانسوی نرم‌افزار منبع باز کشاورزی (SaaS) برای مدیریت عملیات کشاورزی ارائه می‌دهد. آزمایشگاه رسانه ام آی تی در ایالات متحده، با نوآوری در کشاورزی منبع باز، به دنبال "ساخت یک اکوسیستم منبع باز از فناوری‌هایی اند که شفافیت، آزمایش‌های تحت شبکه، آموزش و تولیدات فرامنطقه ای را در دستور کار دارد. " این آزمایشگاه توسعه دهنده کامپیوتر شخصی غذا است. کامپیوتر شخصی غذا نام پروژه ای آموزشی است که هدف از آن، " ایجاد بستری برای فناوری کشاورزی در محیط‌های کنترل شده‌است که از سیستم‌های رباتیک برای نمایش و مدیریت اقلیم، انرژی و رشد گیاهان در یک اتاق رشد، استفاده می‌کند ". این پروژه در دل خود، " پدیده باز " را توسعه می‌دهد. پدیده باز یک کتابخانه منبع باز با داده‌های قابل دسترسی برای دستور العمل‌های اقلیمی است که واکنش فنوتیپ گیاهان (طعم، مواد مغذی) به متغیرهای محیطی، بیولوژیکی، ژنتیکی و… را با منابع لازم برای کشت مرتبط می‌کند (ورودی). طبیعتاً گیاهان با ژنتیک یکسان هم می‌توانند با توجه به رنگ، اندازه، بافت، سرعت رشد، عملکرد، طعم و تراکم مواد مغذی و شرایط محیطی که در آن تولید می‌شوند، متفاوت باشند.

## تولیدکنندگان

### فعال
در حال حاضر یکی از اولین و بزرگ‌ترین شرکت‌های تولیدکنندهٔ ماشین‌آلات کشاورزی در غرب آسیا «خاورمیانه»، شرکت ایرانی هپکو می‌باشد.
- هپکو
- آگکو
- آگراله
- تراکتورسازی القاضی
- شرکت تراکتورسازی الجزایر
- آربوس
- ARGO SpA
- کارارو آگریتالیا
- مورد IH
- تراکتورهای چلنجر
- کلااس
- CNH صنعتی
- دادونگ
- دوتز-فاهر
- اسکورت محدود
- فنت
- گلدونی
- ایسکی
- جاکتو
- جی‌سی‌بی
- جان دیر
- کارخانه تراکتورسازی خارکف
- کارخانه کیروف
- کوبوتا
- لامبورگینی تراتوری
- لندینی
- لیندر
- LS Mtron
- تراکتور ماهیندرا
- مسی فرگوسن
- تراکتور مک کورمیک
- تراکتور ملت
- تراکتورسازی مینسک
- ماشین آلات کشاورزی میتسوبیشی
- نیوهلند کشاورزی
- پرونار
- شیباورا
- تراکتور سونالیکا
- یکسان
- SAS Motors
- گروه SDF
- استارا
- استایر
- TAFE
- TYM
- اورسوس
- والپادانا
- والترا
- همه‌کاره
- یانمار
- گروه YTO
- زتور
- زوملیون

#### سابق
- آلیس-چالمرز
- شرکت کیس
- شرکت فرگوسن-براون
- فیات تراتوری
- آب کم عمق
- برداشت بین‌المللی
- تراکتور لیلاند
- میسی هریس
- رنو کشاورزی